# Radio Luxembourg
Radio Luxembourg va ser una emissora de ràdio comercial que va transmetre des del Gran Ducat de Luxemburg cap a les Illes Britàniques entre 1933 i 1992.
Aquesta estació va ser part del conglomerat europeu de radiodifusió RTL Group.

## Història
Operat per la Companyia Luxemburguesa de Radiodifusió, el servei en idioma anglès de Radio Luxembourg va iniciar les seves transmissions ln 1933, com una estació de ràdio comercial les ones hertzianes de la qual estaven dirigides cap a Irlanda i Gran Bretanya. Aquest mitjà va ser un precursor important de les ràdios pirates, i en general de la ràdio comercial moderna en el Regne Unit.
D'altra banda, per a diverses empreses era una forma efectiva de fer publicitat dels seus productes, eludint la legislació britànica, que fins a l'any 1973 va donar a la BBC el monopoli de la radiodifusió al territori del Regne Unit i va prohibir totes les formes de publicitat en l'espectre radioelèctric domèstic.
En el seu moment Radio Luxembourg va ostentar el més poderós transmissor de propietat privada al món: 1300 Kw de radiodifusió en ona mitjana, cap a finals de la dècada de 1930.
El 21 de setembre de 1939, el govern luxemburguès va tancar l'estació per protegir la neutralitat del país durant la Segona Guerra Mundial.
L'emissora i els seus transmissors van ser capturats per les forces invasores alemanyes el 1940, i van ser utilitzats per dur a terme transmissions de propaganda pronazi en anglès cap a la Gran Bretanya, realitzades per William Joyce ("Lord Haw-Haw") i altres.
Quan les forces aliades es van fer càrrec de Luxemburg, al setembre 1944, el control de l'estació va ser transferit a l'Exèrcit dels Estats Units i es va utilitzar amb finalitats de propaganda negra per la resta de la guerra.
Després de la conflagració, especialment durant els anys 1950 i 1960, l'emissora va gaudir d'una gran audiència en el Regne Unit i Irlanda, amb els seus programes d'entreteniment popular.
L'última emissió va tenir lloc el 30 de desembre de 1992. L'empresa matriu de Radio Luxembourg, RTL Group, va continuar amb les seves activitats al Regne Unit fins a juliol de 2010, com a propietaris de la cadena de televisió Channel 5.